# アンドレア・ドゥンゲリア
アンドレア・ドゥンゲリア（イタリア語: Andrea d'Ungheria, 1327年10月30日 - 1345年9月18/19日）は、ナポリ女王ジョヴァンナ1世の最初の夫。カラブリア公。またはアンドレア・ダンジョ（イタリア語: Andrea d'Angiò）とも。ハンガリー語名はアニョウ・アンドラーシュ（Anjou András）またはエンドレ（Endre）。ハンガリー王ラヨシュ1世の弟にあたる。

## 生涯
ハンガリー王カーロイ1世と3番目の妃エルジェーベトの間に四男として生まれる。1333年、6歳で再従妹のジョヴァンナと結婚した。大叔父のナポリ王ロベルト1世は1328年に唯一の男子であるカラブリア公カルロを亡くしており、ロベルト1世の死後、アンドレアはカルロの三女であるジョヴァンナとともに、自身の権利により共同国王となる取り決めを交わした。しかし1343年にロベルト1世が死去した後、ジョヴァンナは単独で女王に即位し、アンドレアは王配、および元来は王位継承者に与えられるカラブリア公の地位に留められた。2年後の1345年にアンドレアは暗殺されたが、これにはジョヴァンナ1世が関与していたとも言われる。

## 子女
ジョヴァンナ1世はアンドレアの死後1男を儲けたが早世している。
- カルロ・マルテッロ（英語版）（1345年 - 1348年） - カラブリア公（1345年 - 1348年）

## 関連項目

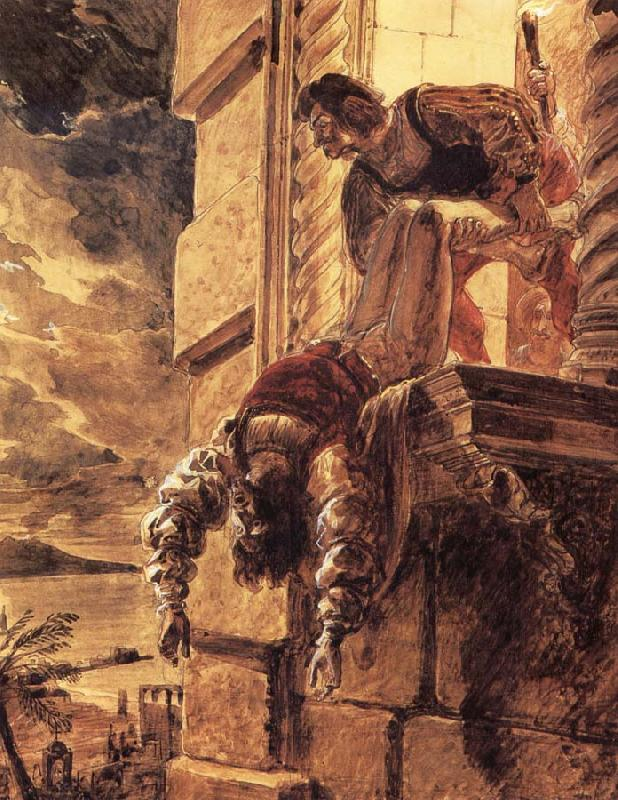
カラブリア公アンドレアの殺害（カール・ブリューロフ画）